# 米基塔邁埃

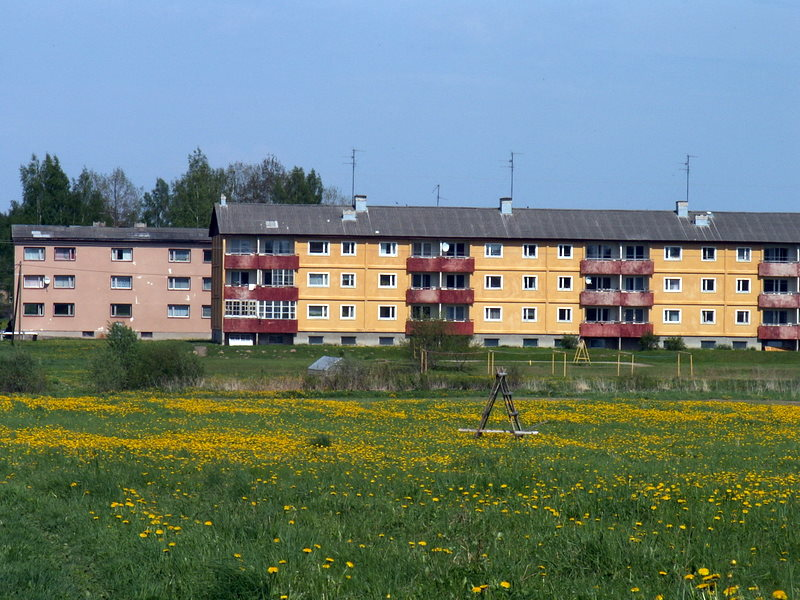
村内的居民楼房

米基塔邁埃，是愛沙尼亞沃魯縣塞托马市镇内的村庄，位於該國東南部，曾是原珀爾瓦縣米基塔邁埃市镇的行政中心，處於首都塔林東南面230公里，海拔高度36米，2012年該村庄人口345。
2017年爱沙尼亚行政改革后，整个米基塔邁埃市镇并入沃鲁县的塞托马市镇，该村庄也从此隶属沃鲁县。
58°00′N 27°33′E / 58.000°N 27.550°E